# Bernhard Mayer (Kunstsammler)

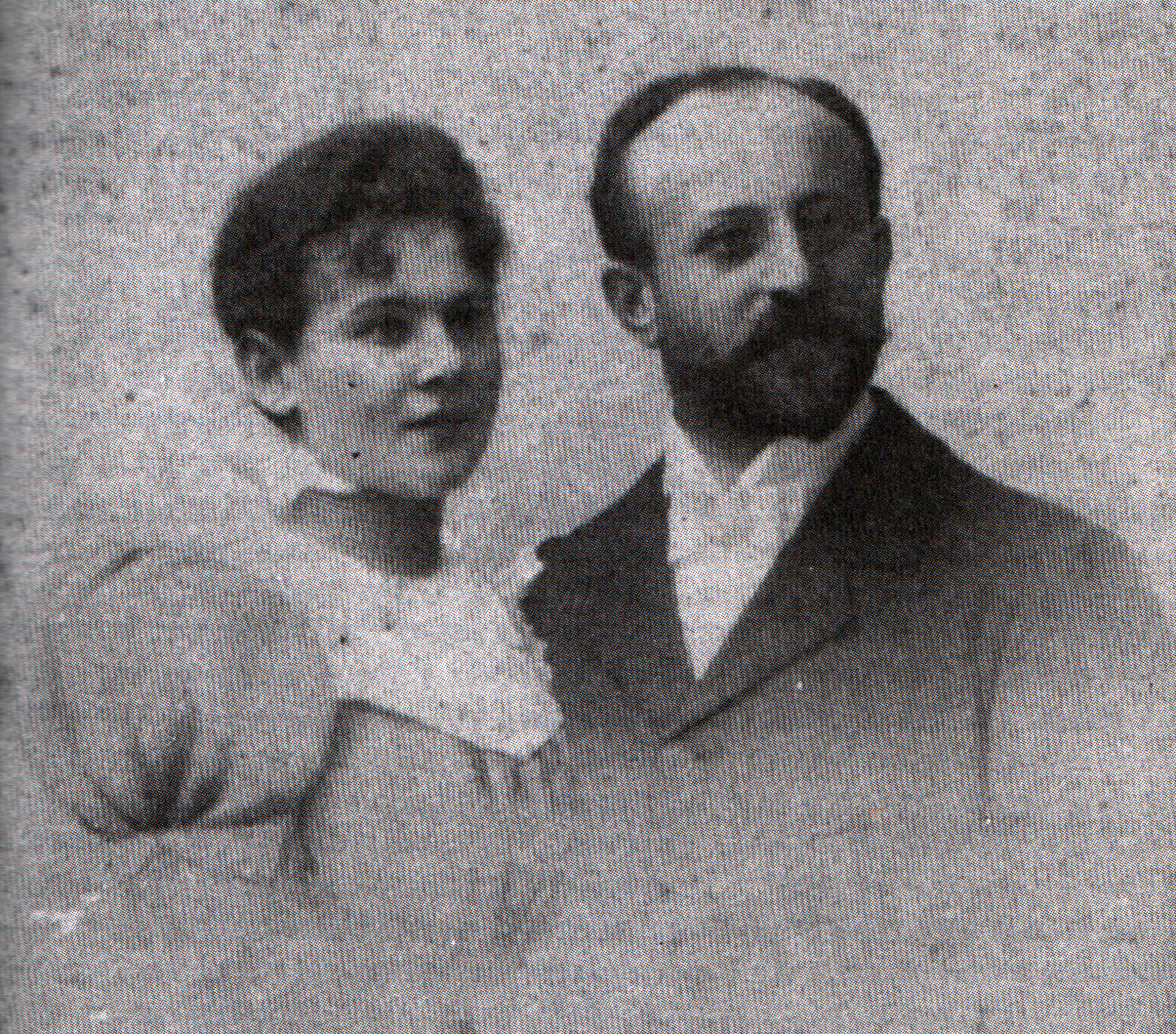
Bernhard und Auguste Mayer, Hochzeitsfoto (1897)

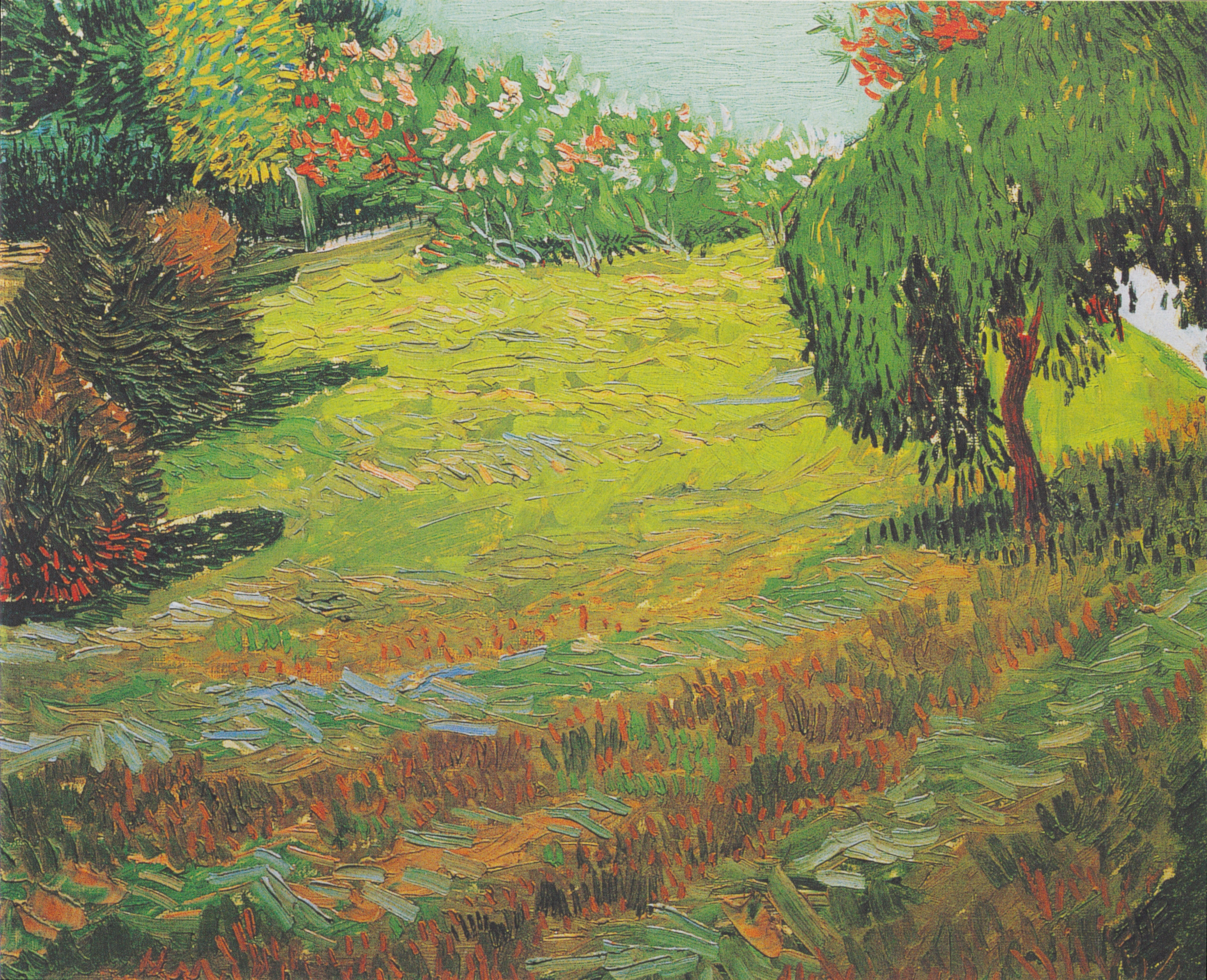
Vincent von Gogh: Garten mit Trauerweide, heute Merzbacher Kunststiftung

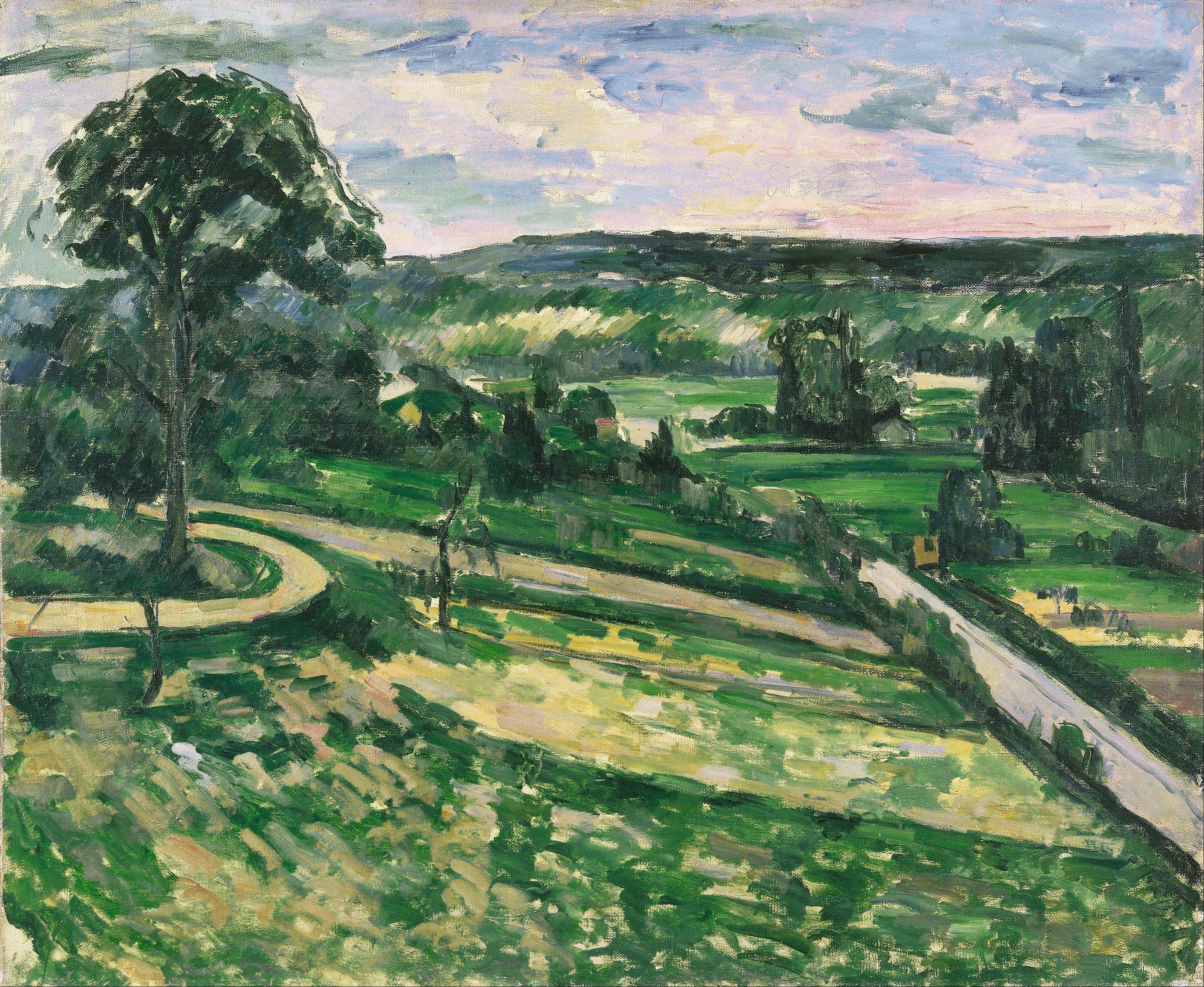
Paul Cézanne: Landschaft bei Ausver-sur-Oise (1881/82), heute Israel-Museum, Schenkung Lilly Schwabacher-Mayer

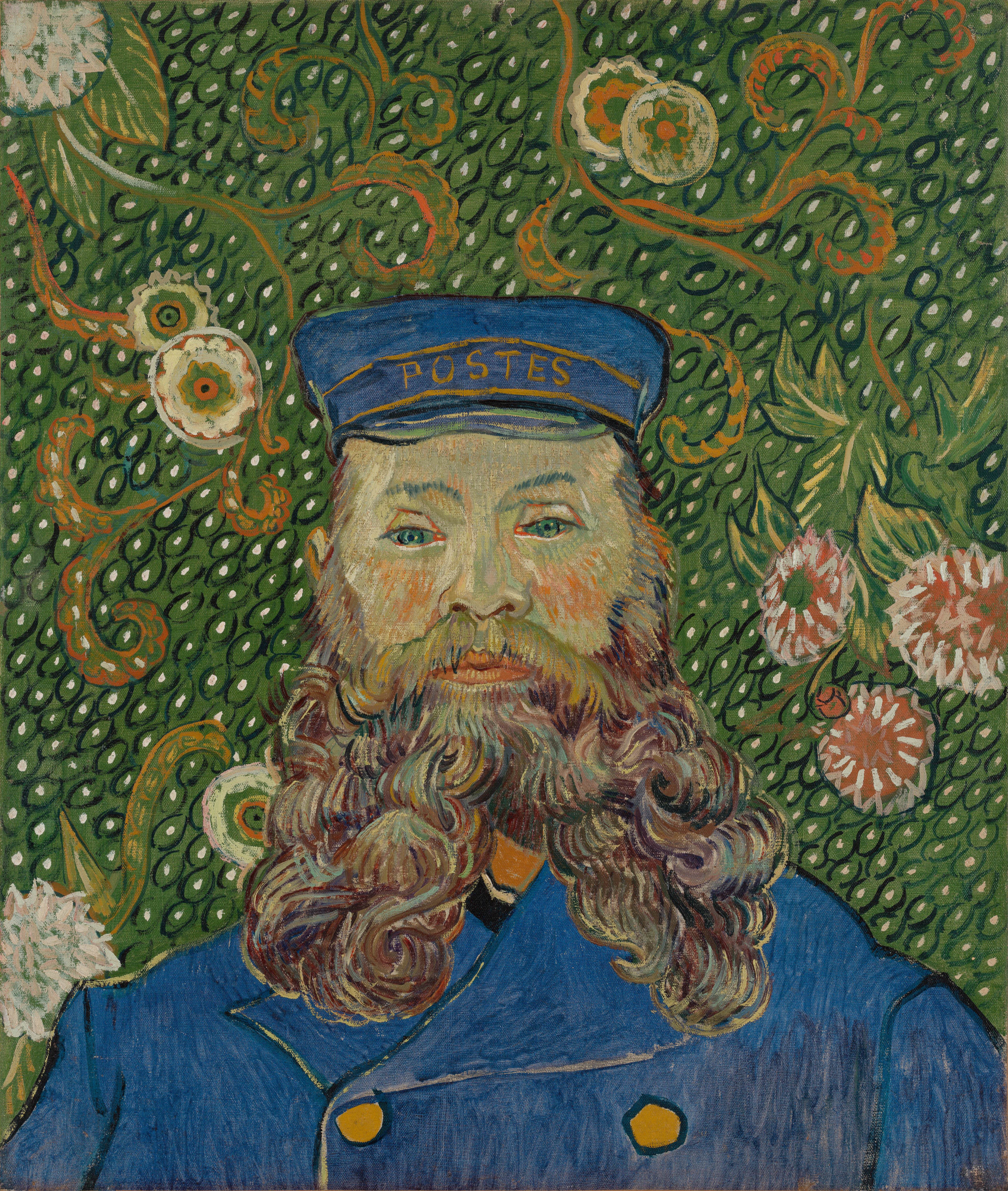
Vincent van Gogh: Portrait de Joseph Roulin (1889), heute Museum of Modern Art, New York

Bernhard Mayer (* 22. Juli 1866 in Laufersweiler; † 18. Juli 1946 in Zürich) war ein deutscher Pelzhändler, Anarchist, Mäzen und Kunstsammler.

## Leben
Bernhard Mayer stammte aus einer jüdischen Familie aus dem Hunsrück. Sein Vater betrieb einen Krämerladen, seine Mutter war Hausfrau und kümmerte sich um die Feld- und Gartenarbeit. Bereits mit elf Jahren verließ er seine Eltern, um in Bad Kreuznach das Gymnasium zu besuchen und später dort Kaufmann zu lernen. Er brach die Ausbildung ab und arbeitete zunächst in Simmern, dann Saarbrücken, Saargemünd und schließlich 1885 in Aachen. Obwohl er kein praktizierender Jude war, litt er unter der judenfeindlichen Stimmung – man weigerte sich sogar, ihn im Turnverein aufzunehmen, weshalb er Folgendes dichtete:
Freie Turner wollen wir sein,
das ist, was jeder kann,
sei er Jude, Christ oder Muselmann.
Aus beruflichen Gründen verließ er Deutschland und übersiedelte 1892 nach Brüssel. Hier begann er 1895 eine Lehre als Kürschner und nach anfänglichen Schwierigkeiten florierte sein Pelzgeschäft und er eröffnete Filialen in Paris, Berlin, Zürich und Amsterdam, die von Mitgliedern der Familie geleitet wurden. Die Dichterin Else Lasker-Schüler nannte ihn scherzhaft Nerz-Bernardo. 1897 heiratete er Auguste Lipper (1875–1958) und hatte mit ihr den Sohn Ernst (geb. 1901) und die Tochter Lilly (geb. 1903). In Brüssel hatte er 1903 von einem Außenseiter, James Ensor, zwei Bilder als Unterstützung abgekauft; Auguste und er legten damit den Grundstein für eine unsystematisch aufgebaute Bildersammlung.
Mayer war eigentlich Sozialdemokrat, doch Ferdinand Domela Nieuwenhuis gewann ihn für den Anarchismus. Der Anarchosyndikalist Raphael Friedeberg vom Monte Verità lockte ihn nach Ascona, wo er 1908 ein Grundstück erwarb. Er befreundete sich mit Gustav Landauer, Peter Kropotkin und Max Nettlau. 1926 baute er sich in Ascona ein Haus. Als überzeugter Tolstojaner unterstützte er die gewaltlosen Anarchisten und die Künstler vom Berg. Für die Feministin und Gewerkschafterin Margarethe Faas-Hardegger finanzierte er eine Landkommune in Herrliberg am Zürichsee.
Zu Beginn des Ersten Weltkriegs musste Mayer als Deutscher Belgien verlassen, er ging nach Berlin und 1916 nach Zürich, dann nach Ascona. Der Münchener Kunsthistoriker Franz Stadler ermutigte ihn, Bilder französischer Impressionisten, aber nur erstklassige Werke, zu kaufen. 1926 ließen das Ehepaar Mayer der Tänzerin Charlotte Bara in Ascona das Teatro San Materno errichten. Mayer betätigte sich auch ansonsten als Mäzen und Kunstsammler, er erwarb vornehmlich in den Zwanziger Jahren unter anderem Bilder von Cézanne, van Gogh, Renoir, Matisse und Picasso. In einem extra dafür in Ascona errichteten Hotel beherbergte er zahlreiche Schriftsteller und Künstler, besonders Emigranten, so Holitscher, Ehrenstein, das Ehepaar Fritsch, Else Lasker-Schüler und viele andere. Berühmt gewordene Erstlingswerke, wie beispielsweise von Ignazio Silone, wurden nur dank seiner finanziellen Garantie veröffentlicht. Wo es möglich war, tat er es anonym.
Im Jahr 1941 floh er vor den Nationalsozialisten in die USA, seine Bilder hatte er zum Teil schon 1936 dorthin in Sicherheit gebracht, ein anderer Teil ging verloren. In New York City verfasste er 1944 mit Hilfe seiner Ehefrau seine Erinnerungen, die er den vier Enkelkindern widmete. Nach Kriegsende kehrte er mit den Bildern in sein Haus in Ascona zurück. Auguste Mayer starb dort 1958.
Ein Teil seiner Kunstsammlung fand als Inspiration, Ansporn und Katalysator seinen Platz in der Sammlung Merzbacher seiner Enkelin Gabrielle Merzbacher-Mayer und ihres Ehemannes Werner Merzbacher.

## Schriften
- Bernhard Mayer: Interessante Zeitgenossen. Lebenserinnerungen eines jüdischen Kaufmanns und Weltbürgers. Hrsg. von Erhard Roy Wiehn. Hartung-Gorre Verlag, Konstanz 1998 (Autobiographie und Beiträge, deutsch und engl.), ISBN 3-89191-888-7.